# CenterIM
CenterIM — универсальное средство мгновенного обмена сообщениями, распространяющееся под лицензией GNU GPL и поддерживающее протоколы OSCAR (его используют сервисы ICQ и AIM), Yahoo!, IRC, MSN, Gadu-Gadu и XMPP (Jabber). Месседжер использует псевдографическую библиотеку ncurses, что позволяет использовать его удалённо (например через ssh или telnet). Форк заброшенного CenterICQ.

## Основные возможности
- Поддержка протоколов OSCAR, Yahoo!, IRC, MSN, Gadu-Gadu и XMPP.
- Поддержка 15 языков.
- Отображение иврита и арабского.
- Списки игнорирования, списки «видящих» и «невидящих».
- Встроенный клиент LiveJournal.